# Bill Thomas
Bill Thomas (Chicago, 13 de outubro de 1921 — Los Angeles, 30 de maio de 2000) é um figurinista estadunidense. Venceu o Oscar de melhor figurino na edição de 1961 por Spartacus, ao lado de Arlington Valles.